# Polyphylla variolosa
Polyphylla variolosa es una especie de escarabajo de la familia Scarabaeidae. Se encuentra en América del Norte. Es de color marrón rojizo y mide un poco más de dos centímetros de largo. Los extremos en forma de maza de las antenas son más largos en los machos que en las hembras, y cuentan con siete antenómeros. Su hábitat son los suelos arenosos, principalmente cerca de los Grandes Lagos y en regiones costeras desde Quebec hasta Virginia.

## Lectura adicional
- Young, R. M. (1988). «A monograph of the genus Polyphylla Harris in America north of Mexico». Bulletin of the University of Nebraska State Museum 11 (2): 1-116.
- Lobl, I.; Smetana, A., eds. (2006). Catalogue of Palaearctic Coleoptera, Volume 3: Scarabaeoidea - Scirtoidea - Dascilloidea - Buprestoidea - Byrrhoidea. Apollo Books. ISBN 978-90-04-30914-2.